# Nomós Thessaloníkis
Nomós Thessaloníkis (engelska: Thessaloniki) är en regiondel, fram till 2010 prefekturen Nomós Thessaloníkis, i Grekland.   Den ligger i regionen Mellersta Makedonien, i den norra delen av landet, 300 km norr om huvudstaden Aten. Antalet invånare är 1 110 312. Arean är 3 683 kvadratkilometer.
Perfekturen ombildades 2011 till en regiondel indelad i 14 kommuner. Den tidigare perfekturen var delad i 45 kommuner.

- Dimos Ampelokipoi-Menemeni
- Dimos Chalkidona
- Dimos Delta
- Dimos Kalamaria
- Dimos Kordelio-Evosmos
- Dimos Lagkadas
- Dimos Neapoli-Sykies
- Dimos Oraiokastro
- Dimos Pavlos Melas
- Dimos Pylaia-Chortiatis
- Dimos Thermaikos
- Dimos Thermi
- Dimos Thessaloniki
- Dimos Volvi